# Chiang Kai-shek
Chiang Kai-shek (31 de outubro de 1887 – 5 de abril de 1975) foi um político, revolucionário e general chinês que liderou a República da China (ROC) de 1928 até sua morte em 1975. Seu governo esteve sediado na China continental até ser derrotado na Guerra Civil Chinesa pelo Partido Comunista da China (PCC) em 1949, após o que continuou liderando a República da China na ilha de Taiwan. Chiang foi líder do partido nacionalista Kuomintang (KMT) e comandante-chefe do Exército Nacional Revolucionário (NRA) de 1926 até sua morte, período no qual foi conhecido como Generalíssimo.
Nascido em Zhejiang, Chiang recebeu educação militar na China e no Japão e ingressou na organização Tongmenghui de Sun Yat-sen em 1908. Após a Revolução de 1911, foi membro fundador do KMT e diretor da Academia Militar de Whampoa a partir de 1924. Após a morte de Sun, em 1925, Chiang tornou-se líder do partido e comandante do NRA, liderando de 1926 a 1928 a Expedição do Norte, que reunificou nominalmente a China sob um governo nacionalista com sede em Nanquim. A primeria aliança KMT–PCC foi rompida em 1927 após o Massacre de Xangai, iniciando a Guerra Civil Chinesa. Chiang buscou modernizar e unificar a ROC durante a chamada Década de Nanquim, embora os conflitos com o PCC persistissem. Após a Invasão da Manchúria pelo Japão em 1931, seu governo procurou evitar a guerra ao mesmo tempo em que promovia reformas econômicas e sociais. Em 1936, Chiang foi sequestrado por seus generais no Incidente de Xi'an e forçado a formar uma segunda frente unida com o PCC contra os japoneses. Entre 1937 e 1945, liderou a China durante a Segunda Guerra Sino-Japonesa, principalmente a partir da capital de guerra em Chongqing. Como líder de uma das principais potências aliadas, participou da Conferência do Cairo em 1943, onde foram discutidas as condições da rendição do Japão e a devolução de Taiwan à China, onde mais tarde suprimiu a Revolta de 28 de fevereiro em 1947.
Com o fim da Segunda Guerra Mundial, a guerra civil contra o PCC, liderado por Mao Tsé-Tung, foi retomada. Em 1949, o governo de Chiang foi derrotado e retirou-se para Taiwan, onde impôs a lei marcial e iniciou o período conhecido como Terror Branco, uma campanha de repressão política que durou até 1987 e 1992, respectivamente. A partir de 1948, foi reeleito cinco vezes pelo chamado Parlamento Eterno para mandatos de seis anos como Presidente da República da China, chefiando um estado de partido único de fato por 25 anos até sua morte. Chiang liderou reformas agrárias, impulsionou o crescimento econômico e enfrentou crises no Estreito de Taiwan em 1954–1955 e 1958. Foi considerado o legítimo representante da China pelas Nações Unidas até 1971, quando a representação chinesa foi transferida à República Popular da China.
Após sua morte em 1975, foi sucedido como líder do KMT por seu filho, Chiang Ching-kuo, que foi eleito presidente em mandatos subsequentes pelo mesmo parlamento a partir de 1978.
Chiang é uma figura controversa. Seus apoiadores o creditam pela unificação nacional, pelo fim do século de humilhação, pela liderança na resistência contra o Japão, pelo desenvolvimento econômico e pela promoção da cultura chinesa em contraste com a Revolução Cultural de Mao. Também é reconhecido por ter salvaguardado tesouros da Cidade Proibida durante as guerras com o Japão e o PCC, tendo eventualmente transferido os melhores exemplares para Taiwan, onde fundou o Museu do Palácio Nacional. Seus críticos, por outro lado, apontam sua conivência inicial com a ocupação japonesa da Manchúria, o alagamento do Rio Amarelo, seu governo marcado por cronyismo e corrupção associada às quatro grandes famílias, e sua ditadura de direita tanto na China continental quanto em Taiwan.

## Começo da vida
Chiang Jui-yüan nasceu em 31 de outubro de 1887 na província de Zhejiang, em uma família de comerciantes moderadamente rica. Sua infância foi marcada por uma educação tradicional confucionista, mas ele se interessou por estudos militares desde cedo. Após a morte de seu pai, quando tinha oito anos, Chiang foi enviado para o Japão, onde estudou ciência militar na academia militar Shimbu Gakko. Durante sua estadia no Japão, ele foi exposto a ideias revolucionárias e ativismo político, o que o levou a se envolver com o movimento de Sun Yat-sen, que tinha como objetivo derrubar a Dinastia Qing. Ao retornar à China, Chiang se juntou à Aliança Revolucionária Chinesa (Tongmenghui) e rapidamente se tornou aliado de Sun Yat-sen, o líder do Partido Nacionalista (Kuomintang ou KMT). Ele lutou em várias campanhas militares durante a Revolução Xinhai de 1911, que resultou na queda da Dinastia Qing e no estabelecimento da República da China. Nos anos seguintes, Chiang continuou a crescer em destaque dentro do KMT, ganhando a confiança de Sun Yat-sen e participando de esforços para unificar a China, que estava fragmentada por senhores da guerra após a revolução.
Em 1925, após a morte de Sun Yat-sen, Chiang foi nomeado comandante da Academia Militar de Whampoa, que ele ajudou a fundar para treinar oficiais leais à causa do KMT. Sua liderança na academia consolidou sua posição como uma figura militar chave no movimento nacionalista. No mesmo ano, ele lançou a Expedição do Norte, uma campanha militar destinada a reunificar a China sob o controle do KMT e eliminar facções de senhores da guerra. Sua ascensão ao comando militar nos anos 1920 marcou o início de sua consolidação de poder dentro do KMT, preparando o terreno para sua liderança nas décadas seguintes.

## Carreira e líder chinês
Chiang continuou a ver seu poder e influência crescer dentro do movimento Kuomintang (KMT), o Partido Nacionalista Chinês, como um grande aliado de Sun Yat-sen. Chiang se tornou o comandante da Academia Militar Whampoa e substituiu Sun como líder do KMT após o Golpe de Canton, em 1926. Após ter neutralizado a ala esquerdista do partido, Chiang liderou a Expedição do Norte, conquistando toda a China após derrotar o Governo de Beiyang e pacificado os Senhores da guerra da China.
De 1928 a 1948, Chiang serviu como presidente e generalíssimo do Governo Nacional da República da China. Chiang era um nacionalista, promovendo a cultura tradicional chinesa no chamado "movimento nova vida". Incapaz de manter as boas relações que seu antecessor tinha com o Partido Comunista da China (PCC), Chiang tentou expurga-los do país através do massacre de Xangai de 1927 e depois reprimiu várias rebeliões, primeiro na região de Cantão e depois em outros territórios. Com o passar dos anos, seu governo foi ficando cada vez mais autoritário, embora perdesse apoio nas zonas rurais e ainda havia a crescente ameaça dos socialistas que, apesar das repressões, ganhavam apoiadores e atiçavam uma guerra civil contra o governo de Chiang Kai-shek.
No começo da Segunda Guerra Sino-Japonesa, que mais tarde se tornou o teatro de operações da China na Segunda Guerra Mundial, o marechal Zhang Xueliang sequestrou Chiang e o obrigou a estabelecer a Segunda Frente Unida, com os Comunistas. Após a derrota dos japoneses, o plano americano (a "Missão Marshall"), tentou negociar um governo de coalizão, mas falhou. Em 1946, a Guerra Civil Chinesa recomeçou a todo o vapor, com as forças do Partido Comunista, lideradas por Mao Zedong, derrotando os exércitos do KMT e proclamando a República Popular da China em 1949. O governo de Chiang e o que sobrou de suas tropas recuaram para Taiwan, onde ele impôs lei marcial e perseguiu todos os socialistas, críticos e opositores do seu regime na ilha no que ficou conhecido como "Terror Branco". Após evacuar para Taiwan, o governo de Chiang e seus apoiadores continuaram a declarar sua intenção de, um dia, retomar a China dos comunistas. Chiang governaria Taiwan como presidente e Diretor-geral do Kuomintang até sua morte em outubro de 1975, um ano antes da morte de Mao. Chiang foi um dos chefes de estado não pertencentes à realeza que mais tempo serviu no século XX e o governante não pertencente à realeza que mais tempo serviu na China, tendo ocupado o cargo por 46 anos.
Assim como Mao, Chiang Kai-shek é considerado uma figura controversa. Seus apoiadores o creditam por ter desempenhado um grande papel durante a vitória dos Aliados da Segunda Guerra Mundial e ter unificado a nação, sendo também um símbolo nacional e uma figura importante na resistência contra os japoneses, os soviéticos e os comunistas. Detratores e críticos o denunciam como um ditador, um autocrata autoritário que reprimiu e expurgou seus opositores a todo o custo, com prisões arbitrárias, torturas e assassinatos a todos que não apoiavam o Kuomintang e outros.

## Filosofia
O Kuomintang usou cerimônias religiosas tradicionais chinesas e promulgou o martírio. A ideologia do Kuomintang subserviu e promulgou a visão de que as almas dos mártires do Partido que morreram lutando pelo Kuomintang, pela revolução e pelo fundador do partido, Sun Yat-sen, foram enviadas para o céu. Chiang Kai-shek acreditava que esses mártires testemunharam eventos na Terra do céu após suas mortes.
Ao contrário da ideologia tridemista original de Sun, que foi fortemente influenciada por teóricos iluministas ocidentais como Henry George, Abraham Lincoln, Bertrand Russell, e John Stuart Mill, a tradicional influência confucionista chinesa na ideologia de Chiang é muito mais forte. Chiang rejeitou as ideologias progressistas ocidentais do individualismo, do liberalismo e dos aspectos culturais do marxismo. Portanto, Chiang é geralmente mais cultural e socialmente conservador do que Sun Yat-sen. Jay Taylor descreveu Chiang Kai-shek como um nacionalista revolucionário e um "confucionista-jacobinista de esquerda".
Quando a Expedição do Norte foi concluída, os generais do Kuomintang liderados por Chiang Kai-shek prestaram homenagem à alma de Sun no céu com uma cerimônia de sacrifício no Templo Xiangshan em Pequim em julho de 1928. Entre os generais do Kuomintang presentes estavam os generais muçulmanos Bai Chongxi e Ma Fuxiang.
Chiang Kai-shek considerava os chineses Han e todas as minorias étnicas da China, as Cinco Raças Sob Uma União, como descendentes do Imperador Amarelo, o mítico fundador da nação chinesa, e pertencentes à Nação Chinesa Zhonghua Minzu. Ele introduziu isso na ideologia do Kuomintang, que foi propagada no sistema educacional da República da China.
Chiang, como nacionalista chinês e confucionista, era contra a iconoclastia do Movimento Quarto de Maio. Motivado por seu senso de nacionalismo, ele via algumas ideias ocidentais como estrangeiras e acreditava que a grande introdução de ideias e literatura ocidentais, que o Movimento Quarto de Maio promoveu, não era benéfica para a China. Ele e Sun criticaram os intelectuais do Quarto de Maio por corromperem a moral da juventude chinesa.

Chiang Kai-shek disse uma vez:
Se quando eu morrer, eu ainda for um ditador, certamente irei para o esquecimento de todos os ditadores. Se, por outro lado, eu conseguir estabelecer uma base verdadeiramente estável para um governo democrático, viverei para sempre em todas as casas da China. 